# يوري بوغاتشيوف
يوري بوغاتشيوف هو لاعب كرة قدم روسي في مركز الهجوم، ولد في 25 فبراير 1991 في أستراخان في روسيا. لعب مع أفانجارد كورسك وأورال يكاترينبورغ.

## وصلات خارجية
- يوري بوغاتشيوف على موقع Soccerway.com (الإنجليزية)